# لويزا ريفيا
كانت لويزا ريفيا أورسيا (بالإسبانية: Luisa Revilla Urcia)‏ (12 أكتوبر 1971-15 أبريل 2021) سياسية بيروفية وناشطة في مجال حقوق مجتمع المثليين. شغلت منصب عضوية المجلس الإقليمي لبلدية تروخيو من 2015 إلى 2018، كعضوة في حزب «الحركة الإقليمية للتنمية بأمان وصدق» (بالإسبانية: Movimiento Regional para el Desarrollo con Seguridad y Honradez)‏. وهي أنثى متحولة جنسيا علنا ونشاطة في مجال حقوق المتحولين جنسيا.

## سيرة شخصية
وُلدت ريفيا في تروخيو، وترشّحت لعضوية المجلس الإقليمي للبلدية، لتصبح أول شخص متحول جنسيًا علنا يصبح عضو مجلس بلدي في بيرو. شغلت هذا المنصب حتى عام 2018.
تم احترام الهوية الجندرية لريفيا وتم تسجيلها كامرأة، وذلك خلال تعداد بيرو 2017. قدم لها عمدة تروخيو إليديو إسبينوزا في اليوم العالمي للمرأة في عام 2017 ميدالية من بلدية تروخيو عرفانا لها على نشاطها في مجتمع المتحولين جنسياً. شاركت أيضًا في يوم فخر المثليين الدولي لدعم حقوق المثليين في تروخيو في يوم 28 يونيو. تم ترشيحها لجائزة وسام الاستحقاق للمرأة في عام 2019.
توفيت لويزا ريفيا بسبب مرض فيروس كورونا 2019 في 15 أبريل 2021 عن عمر يناهز 49 عامًا.